# WECT TV6 Tower
WECT TV6 Tower – maszt radiowy w mieście Colly Township w Północnej Karolinie. Zbudowany w 1969 roku. Jego wysokość wynosi 609.6 metrów.